# Ганзейский легион

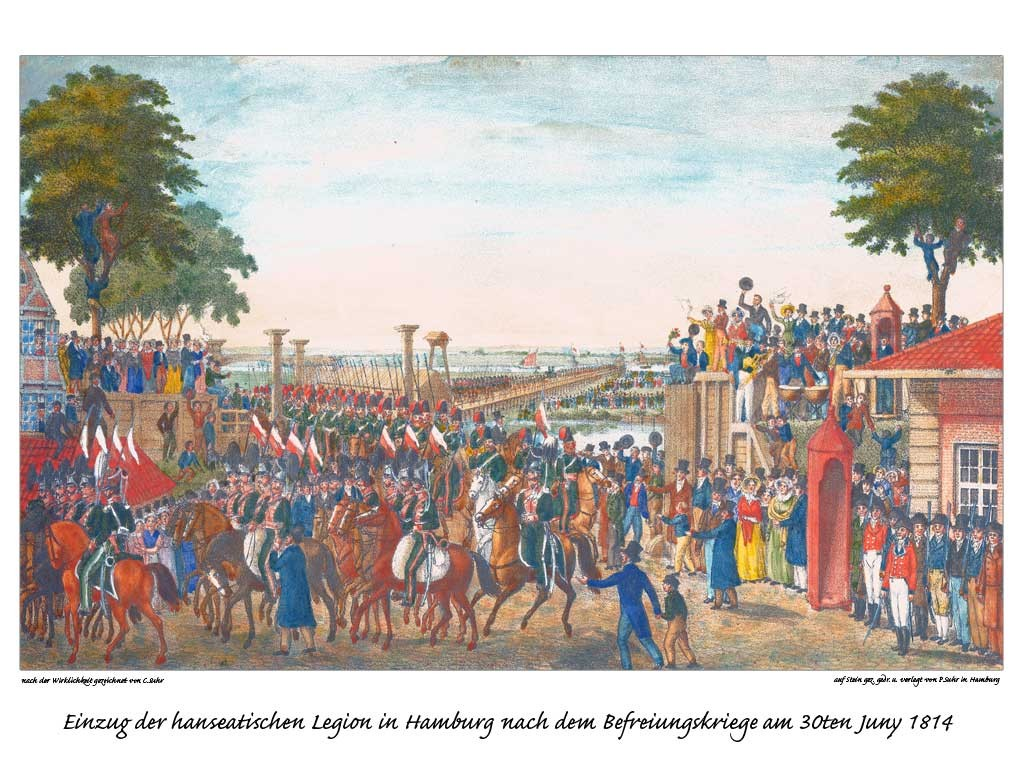
Вступление Ганзейского легиона в Гамбург в 1814 г.

Ганзейский легион (нем. Hanseatische Legion) — боевая единица Пруссии в Освободительных войнах, состоявшая из жителей трех ганзейских городов: Гамбург, Бремен и Любек.

## История

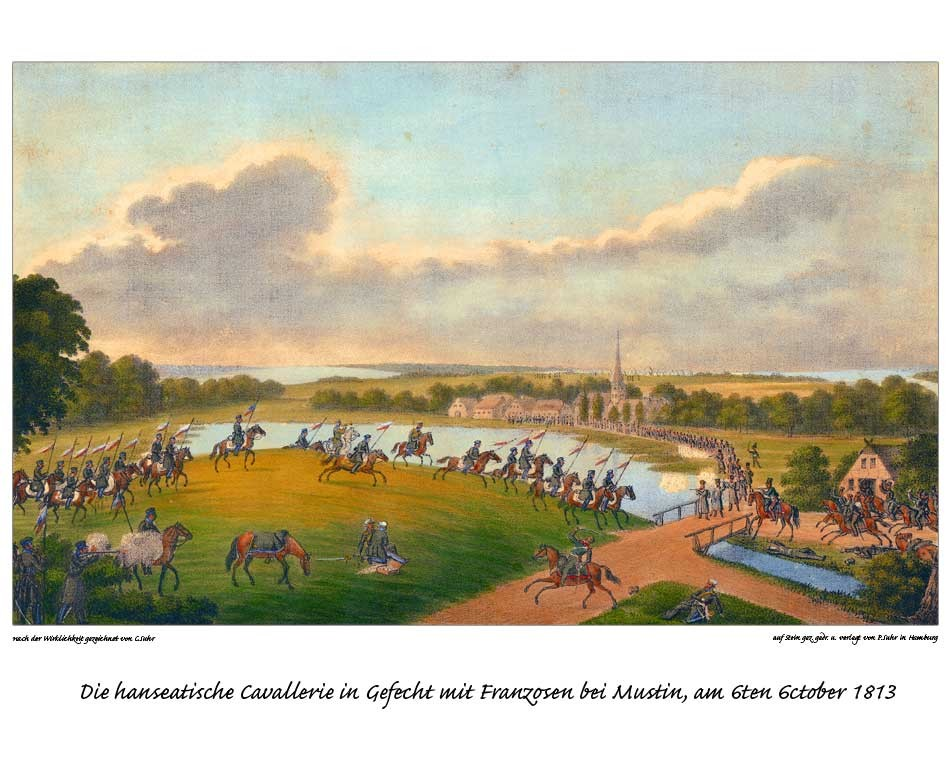
Объединённая кавалерия Ганзейского легиона и Ганзейской гражданской гвардии

Изначально в состав Ганзейского легиона входили только граждане Гамбурга, объединившиеся в 1813 году по предложению генерала Теттенборна для участия в освободительной войне. Вскоре в состав легиона вошли добровольцы из ганзейских городов-побратимов Бремена и Любека. Ранее во время своего совместного существования задача этих войск сводилась к освобождению Гамбурга и других городов Ганзы. Легиону же также предстояло принять участие в коалиционной войне под русским верховным командованием.
Ганзейский легион защищал город от французских войск Даву и Вандама, пока Теттенборн не приказал эвакуировать город в ночь с 29 на 30 мая 1813 года. Ганзейский легион, как и Ганзейская гражданская гвардия, пошёл с Теттенборном и присоединился к Северной армии в Мекленбурге под командованием генерала Вальмодена. Объединения принимали участие в боях в Мекленбурге, а затем в Шлезвиге.
Члены Ганзейского легиона вернулись в свои города 30 июня 1814 года.
Все они получили военную памятную медаль Ганзейского легиона. Также в Любеке в память о павших воинах Любекского контингента Георгом Генрихом Тишбейном была сделана мемориальная доска. В 1942 году во время бомбардировки Любека доска была уничтожена.

## Известные участники
- Генрих Бёзе
- Иоганн Франц Энке
- Генрих Геффкен
- Август фон Гобэ
- Сигизмунд Самуэль Хан
- Валентин Антон Нудт
- Карл Людвиг Рок
- Фридрих Вильгельм Людвиг фон Арним-Зуков
- Карл Август Фридрих фон Витцлебен